# Baofeng, Jiangxi
Baofeng är en köping i Kina. Den ligger i provinsen Jiangxi, i den sydöstra delen av landet, omkring 59 kilometer nordväst om provinshuvudstaden Nanchang. Antalet invånare är 7 765. Befolkningen består av 3 571 kvinnor och 4 194 män. Barn under 15 år utgör 17,0 %, vuxna 15-64 år 74 %, och äldre över 65 år 8,0 %.
Runt Baofeng är det ganska tätbefolkat, med 124 invånare per kvadratkilometer. Närmaste större samhälle är Renshouzhen, 16,3 km söder om Baofeng. I omgivningarna runt Baofeng växer i huvudsak blandskog.
Genomsnittlig årsnederbörd är 2 159 millimeter. Den regnigaste månaden är juni, med i genomsnitt 337 mm nederbörd, och den torraste är oktober, med 44 mm nederbörd.